# Бранислав Јерковић
	Бранислав Јерковић (Рума, 1982) српски је позоришни телевизијски и филмски глумац.
Студирао је на Академији уметности Универзитета у Новом Саду, у класи професорке Виде Огњеновић. Велики број представа одиграо је у Народном позоришту у Сомбору и Српском народном позоришту. Запаженије телевизијске улоге остварио је у серијама Неки бољи људи и Тајне винове лозе.

## Улоге

### Филмографија
| Год.  | Назив                            | Улога            |
| ----- | -------------------------------- | ---------------- |
| 2004. | Да није љубави, не би свита било | Полицајац        |
| 2008. | Африка (кратки филм)             | Он               |
| 2008. | Последња аудијенција (серија)    | Велизар Јанковић |
| 2009. | Срце је мудрих у кући жалости    | Хулиган          |
| 2009. | Оно као љубав (серија)           | Супер фрајер     |
| 2010. | Tesla's Cabaret (кратки филм)    |                  |
| 2016. | Вере и завере (серија)           | СС официр        |
| 2019. | Нек иде живот (серија)           | Србољуб          |
| 2020. | Porajmos (кратки филм)           |                  |
| 2020. | Неки бољи људи (серија)          | Ђорђе Коларов    |
| 2021. | Тајне винове лозе (серија)       | Душан Јовић      |
| 2021. | Време зла (серија)               | Рудолф           |

### Позоришне представе
Српско народно позориште
- Чудо у Јабнелу (2005) — Апостол
- Сећања (2006) — Студент
- Saloma_reloaded (2012) — Шеф обезбеђења, Сиријац
- Вештице из Салема (2018) — Џон Проктор
- Антигона 1918 (2019) — Хемон
- Травничка хроника (2019) — Жан Давил
- Велика депресија (2020) — Ебен Бајерс
- Вишњик (2021) — Лопахин
- Мидлсекс (2021) — Кал
- Вишњик (2021) — Лопахин
- Лутка са кревета број 21 (2022)
- Слепа мрља (2022) — Едип

Народно позориште Сомбор
- Стаклена менажерија (2006) — Гост
- Важно је звати Ернест (2006) — Алџернон Монкриф
- Последња смрт (2006) — Марко
- Сумњиво лице (2006) — Ђока
- Маска (2007) — Чезар[8]
- Star on line (2007)
- Мирандолина (2007) — Санто
- Via Balkan (2007) — Он
- Драга Јелена Сргејевна (2008) — Волођа
- Лепе очи ружне слике (2008) — Рубен Севаљос
- Псеће срце (2008) — Швондер
- Буба у уху (2009) — Ромен Турнел
- Пројекција (2009) — Мирко
- Женидба (2010) — Анучкин
- Окупација (2010) — Др Оскар Велде
- Пучина (2011) — Марко Урошевић
- Ситуације или греси младе Иконије (2011) — Константин, конобар
- Представа Хамлета у селу Мрдуша Доња (2012) — Мачак
- Saloma_reloaded (2012) — Шеф обезбеђења, Сиријац
- Госпођа Олга (2013) — Гидра
- МиСтерија (2014) — Доктор Рајић
- Много вике ни око чега (2015) — Бенедето
- Heimatbuch (Књига о завичају) (2015) — Јохан Драх
- Јастучко (2016) — Аријел
- Гоголанд (2016) — Кловн
- Exit (2017) — Бане
- Чудо у Шаргану (2017) — Миле
- Кад би Сомбор био Холивуд (2018) — Миле
- Самоубица (2018) — Семјон Семјонович Подсекаљников
- Травничка хроника (2019) — Жан Давил
- Semper idem (2019) — Теча Стеван

Народно позориште Суботица
- RazBoynici (2009) — Шуфтерле, касније Грим

Културни центар Новог Сада
- Не играј на Енглезе (2012) — Пикси

Народно позориште „Тоша Јовановић”
- Леда (2014) — Аурел

Београдско драмско позориште
- Магбет (2022)

## Награде и признања
- „Зоранов брк” за улогу Гидре у представи Госпођа Олга[6]
- Најбоља главна мушка улога на Фестивалу професионалних позоришта Војводине за улогу Гидре у представи Госпођа Олга[6]
- Најбоља мушка улога на фестивалу Трема Фест за улогу Волође у представи Драга Јелена Сергејевна[6]
- Најбоља епизодна улога на Фестивалу професионалних позоришта Војводине за улогу Милана у представи Via Balkan[6]
- Најбољи глумац Народног позоришта у Сомбору за сезону 2017/18.[13]
- Награда Предраг Томановић за улоге у представама Слепа мрља и Магбет[14]